# بلومسبورغ (بنسلفانيا)
بلومسبورغ (بالإنجليزية: Bloomsburg, Pennsylvania)‏ هي بلدة تقع في مقاطعة كولومبيا (بنسلفانيا) بولاية بنسيلفانيا في الولايات المتحدة. تأسست عام 1797، تبلغ مساحتها 11.888 (كم²)، وترتفع عن سطح البحر 161.849 م، بلغ عدد سكانها 14855 نسمة في عام 2010 حسب إحصاء مكتب تعداد الولايات المتحدة وتصل الكثافة السكانية فيها 1306.5 نسمة/كم2.

## التركيبة السكانية
حدّد مكتب تعداد الولايات المتحدة بيانات التركيبة السكانية لبلومسبورغ في تعداد الولايات المتحدة. في ما يلي، التركيبة السكانية حسب تعدادي 2000 و2010.

### تعداد عام 2000
بلغ عدد سكان بلومسبورغ 12,375 نسمة بحسب تعداد عام 2000، وبلغ عدد الأسر 4,080 أسرة وعدد العائلات 1,793 عائلة مقيمة في البلدة. في حين سجلت الكثافة السكانية 1,019.4 نسمة لكل كيلومتر مربع (2,640.2/ميل2). وبلغ عدد الوحدات السكنية 4,399 وحدة بمتوسط كثافة قدره 362.4 لكل كيلومتر مربع (938.6/ميل2).
وتوزع التركيب العرقي للبلدة بنسبة 94.42% من البيض و2.60% من الأمريكيين الأفارقة و0.20% من الأمريكيين الأصليين و1.11% من الأمريكيين ذوي الأصول الآسيوية و0.04% من سكان جزر المحيط الهادئ و0.72% من الأعراق الأخرى و0.91% من عرقين مختلطين أو أكثر و1.74% من الهسبانيون أو اللاتينيون من أي عرق.
بلغ عدد الأسر 4,080 أسرة كانت نسبة 21.1% منها لديها أطفال تحت سن الثامنة عشر تعيش معهم، وبلغت نسبة الأزواج القاطنين مع بعضهم البعض 31.2% من أصل المجموع الكلي للأسر، ونسبة 9.7% من الأسر كان لديها معيلات من الإناث دون وجود شريك، بينما كانت نسبة 3.1% من الأسر لديها معيلون من الذكور دون وجود شريكة وكانت نسبة 56.1% من غير العائلات. تألفت نسبة 35.6% من أصل جميع الأسر من عدة أفراد يعيشون في نفس المنزل ونسبة 12.6% كانت تتألف من شخص يعيش بمفرده يبلغ من العمر 65 عاماً أو أكثر. وبلغ متوسط حجم الأسرة المعيشية 2.30، أما متوسط حجم العائلات فبلغ 2.83.
بلغ العمر الوسطي للسكان 22.4 عاماً. وكانت نسبة 12.3% من القاطنين تحت سن الثامنة عشر، وكانت نسبة 23.3% بين الثامنة عشر والرابعة والعشرين عاماً، ونسبة 17.7% كانت واقعةً في الفئة العمرية ما بين الخامسة والعشرين والرابعة والأربعين عاماً، ونسبة 12.4% كانت ما بين الخامسة والأربعين والرابعة والستين، ونسبة 10.1% كانت ضمن فئة الخامسة والستين عاماً فما فوق. يوجد لكل 100 أنثى 82.7 ذكر، ويوجد لكل 100 أنثى في الثامنة عشر من عمرها فما فوق 79.8 ذكر.
بلغ متوسط دخل الأسرة في البلدة 24,868 دولارًا، أما متوسط دخل العائلة فبلغ 39,806 دولارًا. وكان متوسط دخل الذكور 29,940 دولارًا مقابل 19,961 دولارًا للإناث. وسجل دخل الفرد الخاص بالبلدة 12,819 دولارًا. وكانت نسبة 10.5% من العائلات ونسبة 31.2% من السكان تحت خط الفقر، وكان من هؤلاء نسبة 19.8% تحت سن الثامنة عشر ونسبة 15.2% في الخامسة والستين من العمر وما فوق.

### تعداد عام 2010
بلغ عدد سكان بلومسبورغ 14,855 نسمة بحسب تعداد عام 2010، وبلغ عدد الأسر 4,746 أسرة وعدد العائلات 1,714 عائلة مقيمة في البلدة. في حين سجلت الكثافة السكانية 1,223.6 نسمة لكل كيلومتر مربع (3,169.1/ميل2). وبلغ عدد الوحدات السكنية 5,121 وحدة بمتوسط كثافة قدره 421.8 لكل كيلومتر مربع (1,092.5/ميل2).
وتوزع التركيب العرقي للبلدة بنسبة 89.57% من البيض و6.15% من الأمريكيين الأفارقة و0.11% من الأمريكيين الأصليين و1.56% من الأمريكيين ذوي الأصول الآسيوية و0.02% من سكان جزر المحيط الهادئ و1.21% من الأعراق الأخرى و1.38% من عرقين مختلطين أو أكثر و3.42% من الهسبانيون أو اللاتينيون من أي عرق.
بلغ عدد الأسر 4,746 أسرة كانت نسبة 17.8% منها لديها أطفال تحت سن الثامنة عشر تعيش معهم، وبلغت نسبة الأزواج القاطنين مع بعضهم البعض 23.2% من أصل المجموع الكلي للأسر، ونسبة 8.8% من الأسر كان لديها معيلات من الإناث دون وجود شريك، بينما كانت نسبة 4.2% من الأسر لديها معيلون من الذكور دون وجود شريكة وكانت نسبة 63.9% من غير العائلات. تألفت نسبة 36% من أصل جميع الأسر من عدة أفراد يعيشون في نفس المنزل ونسبة 11.9% كانت تتألف من شخص يعيش بمفرده يبلغ من العمر 65 عاماً أو أكثر. وبلغ متوسط حجم الأسرة المعيشية 2.30، أما متوسط حجم العائلات فبلغ 2.88.
بلغ العمر الوسطي للسكان 22.0 عاماً. وكانت نسبة 10.2% من القاطنين تحت سن الثامنة عشر، وكانت نسبة 51.2% بين الثامنة عشر والرابعة والعشرين عاماً، ونسبة 16.6% كانت واقعةً في الفئة العمرية ما بين الخامسة والعشرين والرابعة والأربعين عاماً، ونسبة 13.1% كانت ما بين الخامسة والأربعين والرابعة والستين، ونسبة 9% كانت ضمن فئة الخامسة والستين عاماً فما فوق. وتوزع التركيب الجنسي للسكان بنسبة 45.2% ذكور و54.8% إناث.

## أعلام
- كريستين ريتر
- فرانك يوجين لوتز
- جون بوغارت
- إيميل سانتياغو
- جون هامل

## وصلات خارجية
- http://www.bloomsburgpa.org/
- The US50 - Cities and Towns in Pennsylvania State
- Pennsylvania Cities and Towns, Facts, Map, Flag, Colleges, Government, and More

قالب:بلدات بنسيلفانيا